# 薩比拉 (愛荷華州)
薩比拉（英語：Sabula）是一個位於美國愛荷華州傑克遜縣的城市。

## 地理
薩比拉的座標為42°04′04″N 90°10′27″W / 42.06778°N 90.17417°W，而該地的平均海拔高度為180米（即591英尺）。

## 人口
根據2010年美國人口普查的數據，薩比拉的面積為3.26平方千米，當中陸地面積為1.04平方千米，而水域面積為2.22平方千米。當地共有人口576人，而人口密度為每平方千米176人。